# Cimetière de Farm Mooifontein
Le cimetière de Farm Mooifootein est situé dans la région de ǁKaras, en Namibie. Le site a été classé monument national le 15 mars 1969. Le cimetière comporte des civils et plusieurs tombes de soldats allemands morts lors de la guerre germano-nama entre 1903 et 1907.
Depuis l'indépendance de la Namibie, en 1990, le caractère de "monument national" du site est régulièrement remis en cause, les colonisateurs allemands étant notamment responsables du génocide des Héréros et Namas, durant la période coloniale allemande, avant 1918. 